# Kobiety w Wojsku Polskim
Kobiety brały udział w wielu walkach w historii Polski. Największy udział kobiet w walkach był w czasie II wojny światowej w Armii Krajowej, zwłaszcza w czasie powstania warszawskiego. Niemcy byli zmuszeni do stworzenia specjalnych obozów jenieckich dla kobiet z AK.

## Okres I RP

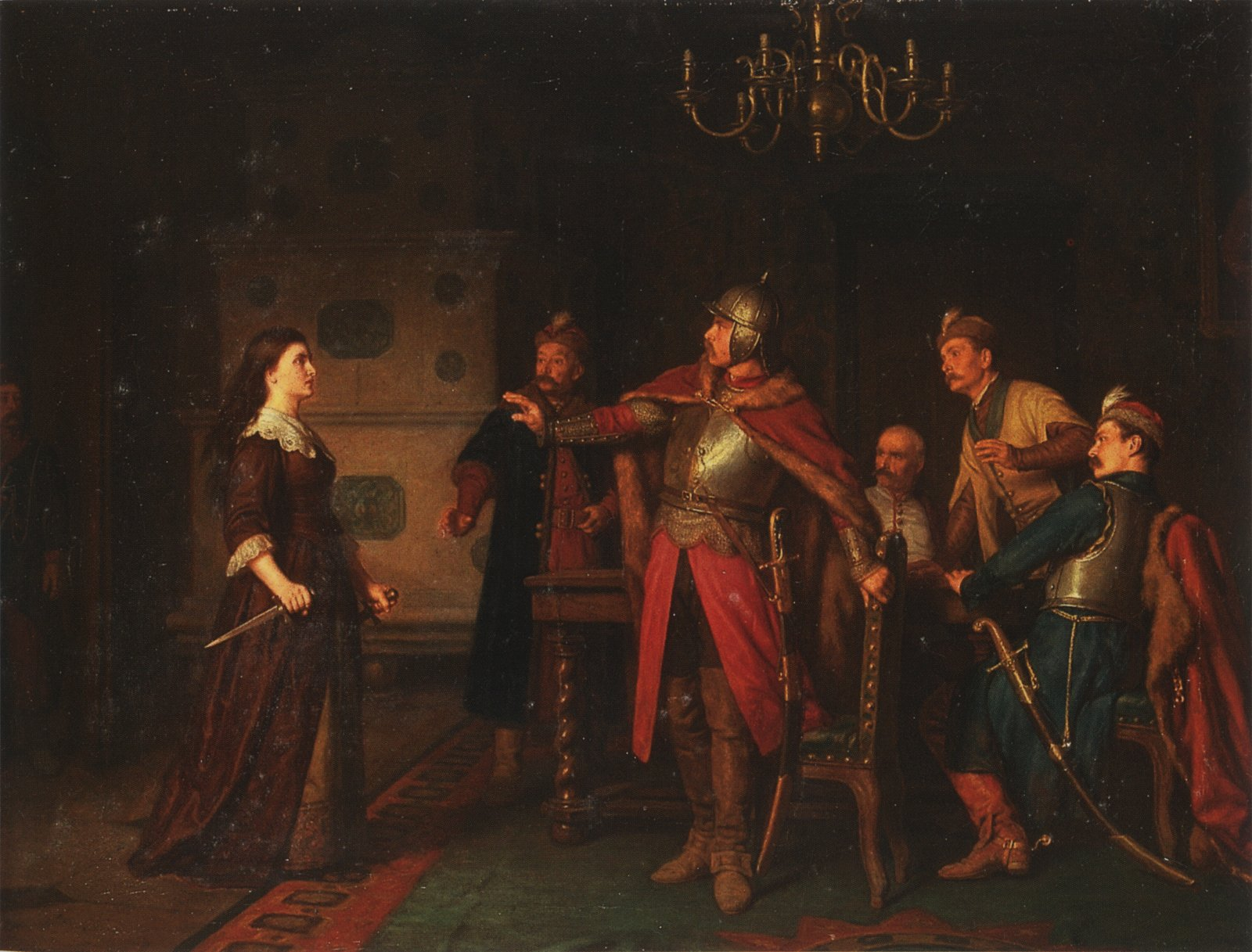
Obraz Leopolda Löfflera ukazujący Annę Chrzanowską na zamku w Trembowli.

Podczas wojny polsko-tureckiej 1672–1676 sławę zyskała żona komendanta wojska polskiego na zamku w Trembowli Anna Dorota Chrzanowska, która zagrzewała załogę polską podczas oblężenia Trembowli. Polacy stawili Turkom zacięty opór i odparli wszystkie szturmy armii tureckiej, a Anna Czarnowska stała się bohaterką twórczości patriotycznej. Została ona upamiętniona również pomnikiem w Trembowli, zniszczonym po II wojnie światowej, zrekonstruowanym w 2012.

## Powstanie listopadowe
W latach 1830–1831 w czasie powstania listopadowego polskie kobiety tworzyły organizacje pełniące pomocniczą służbę dla powstańców. Członkinie Związku Dobroczynności Patriotycznej Warszawianek opatrywały rannych, a w nocy pełniły na wzór wojskowy warty w ochronie lazaretów. Józefa Rostkowska pełniła funkcję starszego chirurga w 10 Pułku Piechoty Liniowej Królestwa Kongresowego. Opatrując rannych na polu walki została ranna w nogę. Za swoje zasługi otrzymała Krzyż srebrny Orderu Virtuti Militari. Kolejną felczerką odznaczoną orderem Virtuti Militari, która opatrywała rannych w czasie powstania była Anna Okęszyc.
Uczestnicy walk w swoich wspomnieniach opisali również Polki, które brały udział w walkach z bronią w ręku. Pierwszy taki przypadek odnotowano już 29 listopada w walkach pod arsenałem, gdzie u boku 4 Pułku Piechoty Liniowej Królestwa Kongresowego tzw. Czwartaków szła również niezidentyfikowana młoda kobieta z pałaszem w ręku. Legendą stała się wdowa po płk. Dembińskim, która w szeregach ochotników z karabinem w ręku walczyła z wojskami rosyjskimi na Woli. W walkach uczestniczyła również Barbara Bronisława Czarnowska, która została przyjęta jako kadet do 1 Pułku Jazdy Augustowskiej. Czarnowska odrzuciła propozycje żołnierzy, którzy w związku z jej płcią sugerowali pozostanie w sztabie i brała udział w walkach w Warszawie. Jesienią 1831 roku wzięła udział w Bitwie pod Sierpcem, po której została awansowana na podoficera oraz odznaczona Krzyżem Srebrnym Orderu wojennego Virtuti Militari.
Najsławniejszą kobietą, jaka brała udział w powstaniu listopadowym, była Emilia Plater, która wraz ze swoją przyjaciółką Marią Prószyńską obcięły długie włosy, przebrały się w męskie stroje i uzbrojone w pistolety i sztylet zwerbowały w miejscowości Dusiat na Litwie oddział 280 strzelców uzbrojonych w dubeltówki, 60 jeźdźców oraz kilkuset kosynierów. Oddział ten, który do historii przeszedł jako „hufiec hrabianki Platerówny” zajął 30 marca 1831 roku stację Dangiele, a 2 kwietnia stoczył zwycięską walkę z podjazdem rosyjskim pod Ucianą. Emilia i Cezary Plater dowodzili oddziałem, a Maria Prószyńska była adiutantką swojej przyjaciółki. Od 30 kwietnia oddział ten przyłączył się do wojsk powstańczych pod dowództwem Karola Załuskiego. Plater wzięła udział w bitwie pod Prystowianami. Po porażce wolni strzelcy udali się do swojego powiatu i 17 maja zajęli Wiłkomierz.
Tu Emilia spotkała się z kolejną kobietą walczącą w powstaniu, Marią Raszanowiczówną, która stała się odtąd jej nieodłączną towarzyszką. Razem z Marią Emilia walczyła w oddziałach partyzanckich Konstantego Parczewskiego pod Mejszagołą.

## XX-lecie międzywojenne
Kobiety brały udział w walkach o granice, m.in. w wojnie polsko-ukraińskiej oraz wojnie polsko-bolszewickiej. Wiele kobiet uczestniczyło w walkach jako żołnierki. Istniały osobne kobiece drużyny Polskiej Organizacji Wojskowej. Do najbardziej znanych żołnierek należały organizatorka i komendantka Ochotniczej Legii Kobiet Aleksandra Zagórska, Janina Łada-Walicka, która była podoficerką Wojska Polskiego oraz ułanką, oraz Stefania Cecylia Wojtulanis-Karpińska, ps. „Barbara” - kapitan pilot Polskich Sił Powietrznych, pilot sportowy.
Po odzyskaniu niepodległości w II Rzeczypospolitej ustawa Sejmu RP w kwietniu 1938 roku o powszechnym obowiązku wojskowym ustaliła prawa kobiet do pełnienia pomocniczej służby wojskowej w zakresie m.in. służby przeciwlotniczej, wartowniczej i łączności.

## II wojna światowa
W 1928 roku powstała Organizacja Przysposobienia Wojskowego Kobiet do Obrony Kraju (OPKdOK). W marcu 1939 roku została zreformowana i przybrała nazwę Przysposobienia Wojskowego Kobiet (PWK). Komendantką Naczelną PWK była Maria Wittek. W tym samym roku, 11 lutego, wydano rozporządzenie nadające organizacji PWK status stowarzyszenia wyższej użyteczności (Statut Organizacji PWK). 27 marca Główna Rada Społeczna PWK powołała Pogotowie Społeczne PWK. Pogotowie Społeczne PWK miało za zadanie koordynowanie i wzmożenie przygotowań społecznych w dziedzinie ochrony zdrowia, opieki nad dziećmi, propagandy, werbowania sił pomocniczych dla wojska i administracji w przygotowaniach do obrony kraju i pomocy ludności cywilnej w razie wybuchu wojny.

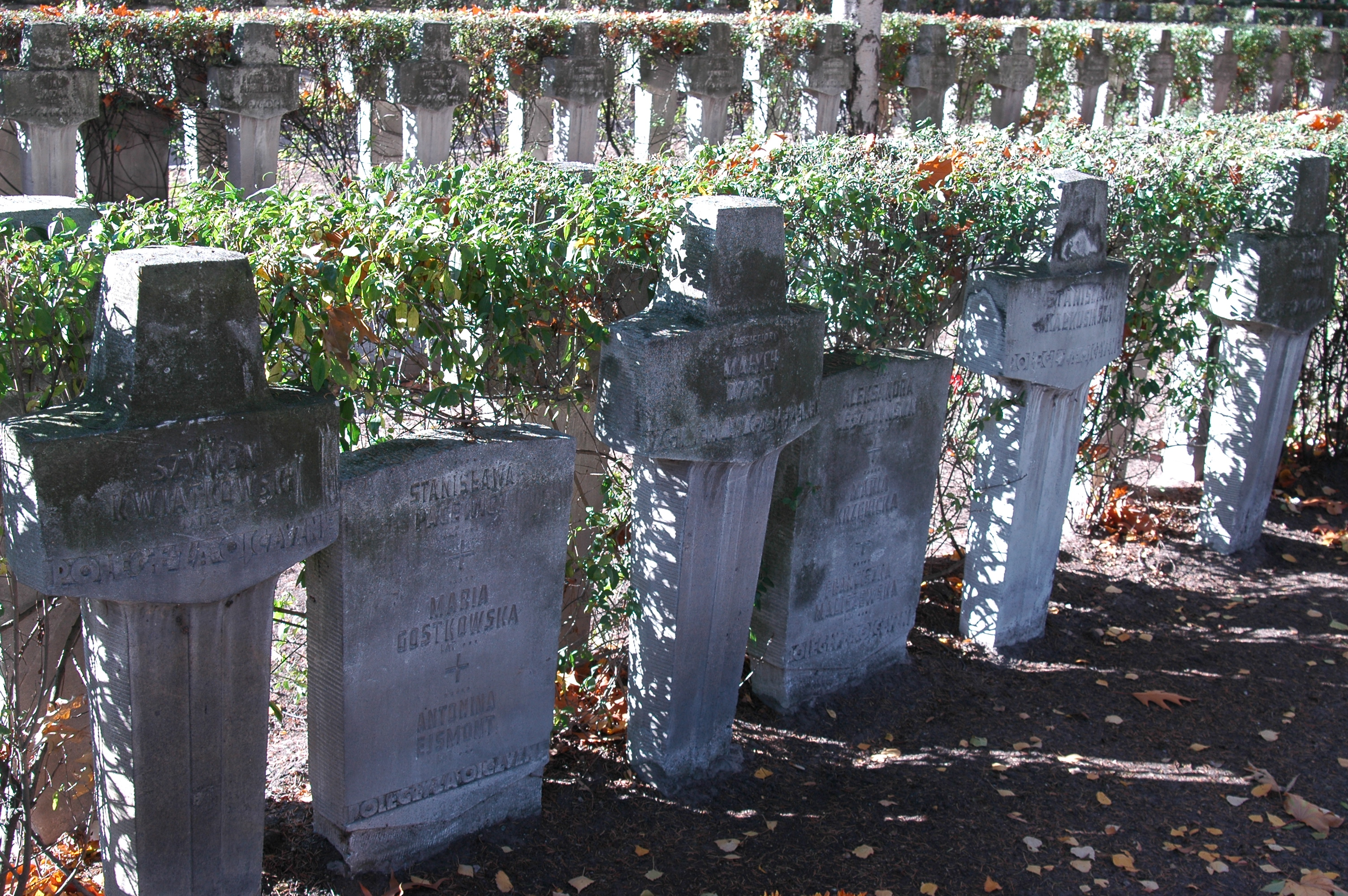
Groby na cmentarzu powązkowskim trzech kobiet żołnierzy zabitych w wojnie obronnej Polski w 1939

Kobiety licznie brały udział w polskim ruchu oporu. Istniały w szeregach AK nawet całkowicie kobiece oddziały, które brały aktywny udział w dywersji, a nawet przeprowadzały zamachy oraz wykonywały wyroki śmierci na konfidentach i agentach. W 1943 roku w czasie akcji „C” przeprowadzony został pierwszy zamach polskiego podziemia, w którym udział wzięły tylko kobiety. Celem była konfidentka Gestapo określana jako Ch., która została umieszczona na liście osób do usunięcia. Do jej eliminacji wyznaczono dwie kobiety ze złożonego z samych kobiet oddziału dywersyjno-sabotażowego Kedywu KG AK „Dysk”. W akcji wzięły udział komendantka Dysku Wanda Gertz ps. "Lena" oraz komendantka grupy minerskiej Dysku Maria Jankowska ps. "Margenta" .

## Obecnie
Rozporządzenie Rady Ministrów z dnia 6 kwietnia 2004 ustala, że kobiety uczące się w szkołach dających wykształcenie w zawodzie pielęgniarki lub weterynarza mają obowiązek stawienia się do poboru dla służby w rolach medycznych. Ustawa, która obowiązuje od 1 lipca 2004, daje kobietom prawo do obejmowania stanowisk we wszystkich korpusach osobowych: szeregowych zawodowych, podoficerskim i oficerskim.
Jednak 1 stycznia 2005 w służbie czynnej Wojska Polskiego było tylko 512 kobiet, to jest 0,2% ogółu. Zainteresowanie kobiet służbą wojskową wzrasta. 30 czerwca 2007 w służbie czynnej było już 800 kobiet, w tym dwie w randze pułkownika. W  akademiach i szkołach wojskowych szkoli się ponadto 220 kandydatek.
W 2016 roku po raz pierwszy kobieta objęła dowództwo okrętu Marynarki Wojennej.
W roku 2019 w Polsce służyło 6732 żołnierzy-kobiet, co stanowi niemal 7 procent wszystkich żołnierzy zawodowej służby wojskowej. Liczba kobiet w Wojsku Polskim systematycznie wzrasta. Obecnie w Wojsku jest o 632 kobiety więcej niż w roku 2018. Żołnierze-kobiety służą we wszystkich rodzajach Sił Zbrojnych RP.
Przedstawicielem żołnierzy-kobiet w resorcie obrony narodowej jest Rada ds. Kobiet. Do jej zadań należy przedstawianie Ministrowi Obrony Narodowej opinii i analiz w sprawach dotyczących wojskowej służby kobiet oraz udzielanie pomocy w sprawach służbowych. Rada jest wybierana demokratycznie przez kobiety służące w Siłach Zbrojnych RP.

## Niektóre Polki walczące

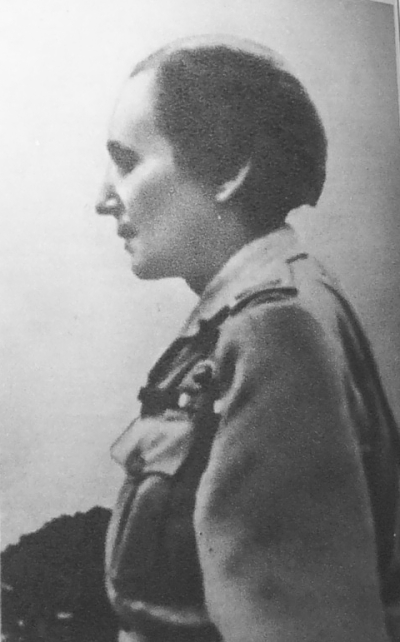
Major Wojska Polskiego Wanda Gertz "Lena" komendantka całkowicie żeńskiej jednostki AK - oddziału Dysk

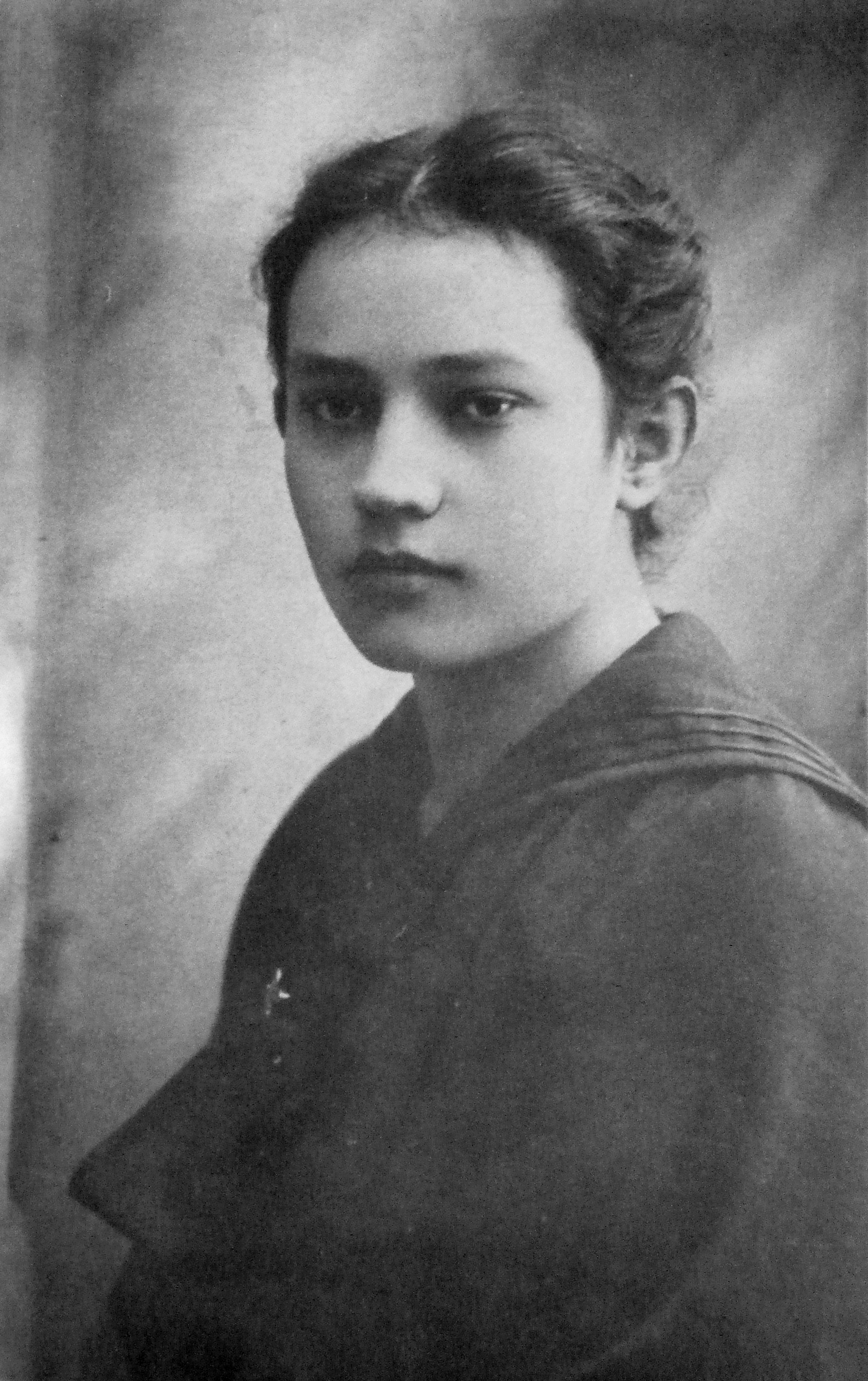
Maria Vetulani de Nisau, łączniczka AK, sanitariuszka, poległa w powstaniu warszawskim

- Joanna Żubr, w wojnach napoleońskich, pierwsza kobieta odznaczona orderem Virtuti Militari.
- Józefa Rostkowska pseud. Józef Kluczycki, z domu Mazurkiewicz, I voto Kluczycka, uczestniczka powstania listopadowego, felczerka, emigrantka we Francji. Uczestniczka wojny krymskiej.
- Emilia Plater, w powstaniu listopadowym dowodziła oddziałem piechoty w randze kapitana.
- Maria Piotrowiczowa, uczestniczka powstania styczniowego. Zginęła w bitwie pod Dobrą.
- Anna Pustowójtówna, uczestniczka powstania styczniowego i Komuny Paryskiej
- Wanda Gertz, w obu wojnach światowych, odznaczona Virtuti Militari i Orderem Odrodzenia Polski.
- Maria Wittek, pierwsza kobieta ze stopniem generała, służyła w obu wojnach światowych.
- Elżbieta Zawacka, kurierka w czasie konspiracji 1939-45, cichociemna, w stopniu kapitana w czasie powstania warszawskiego, mianowana generałem w kwietniu 2006, jako druga kobieta w Polsce.
- Grażyna Lipińska, uczestniczka I wojny światowej, III powstania śląskiego i II wojny światowej w randze kapitana. Oznaczona Virtuti Militari, Orderem Odrodzenia Polski i Krzyżem Walecznych.
- Irena Tomalak, w obu wojnach światowych, w listopadzie 1939 pierwsza kurierka, która dotarła do Budapesztu, obsługiwała kierownictwo Polskiego Państwa Podziemnego przed dokonanym przez NKWD aresztowaniem i tzw. procesem Szesnastu przed sądem w Moskwie w czerwcu 1945, aresztowana w trakcie trzeciego nielegalnego wyjazdu za granicę w charakterze emisariusza (kurierki II Zarządu Głównego WiN) do polskich władz z konspiracyjną pocztą 21 lub 30 kwietnia 1946 przy przekraczaniu granicy czechosłowackiej; w stopniu majora.
- Julia Halina Piwońska, oficer Wojska Polskiego, działaczka niepodległościowa, służyła w Polskiej Organizacji Wojskowej (POW).
- Maria Vetulani de Nisau, działaczka niepodległościowa, członkini POW, uczestniczka walk o Lwów w 1918–1919, członkini Armii Krajowej w czasie okupacji niemieckiej, uczestniczka powstania warszawskiego w 1944, zamordowana przez Niemców podczas likwidacji powstańczych szpitali, odznaczona dwukrotnie Krzyżem Walecznych.
- Stefania Wojtulanis-Karpińska - ps. „Barbara” (ur. 22 listopada 1912 w Warszawie[14], zm. 12 lutego 2005[15] w Los Angeles[16]) – kapitan pilot Polskich Sił Powietrznych, pilot sportowy.